# Vysokogorsky (distrito)
Vysokogorsky (em russo:  Высокого́рский райо́н; em tártaro:  Биектау районы) é um distrito do Tartaristão, uma das repúblicas da Rússia.